# Cistus clusii
Cistus clusii là một loài thực vật có hoa trong họ Nham mân khôi. Loài này được Dunal mô tả khoa học đầu tiên năm 1824.

## Hình ảnh

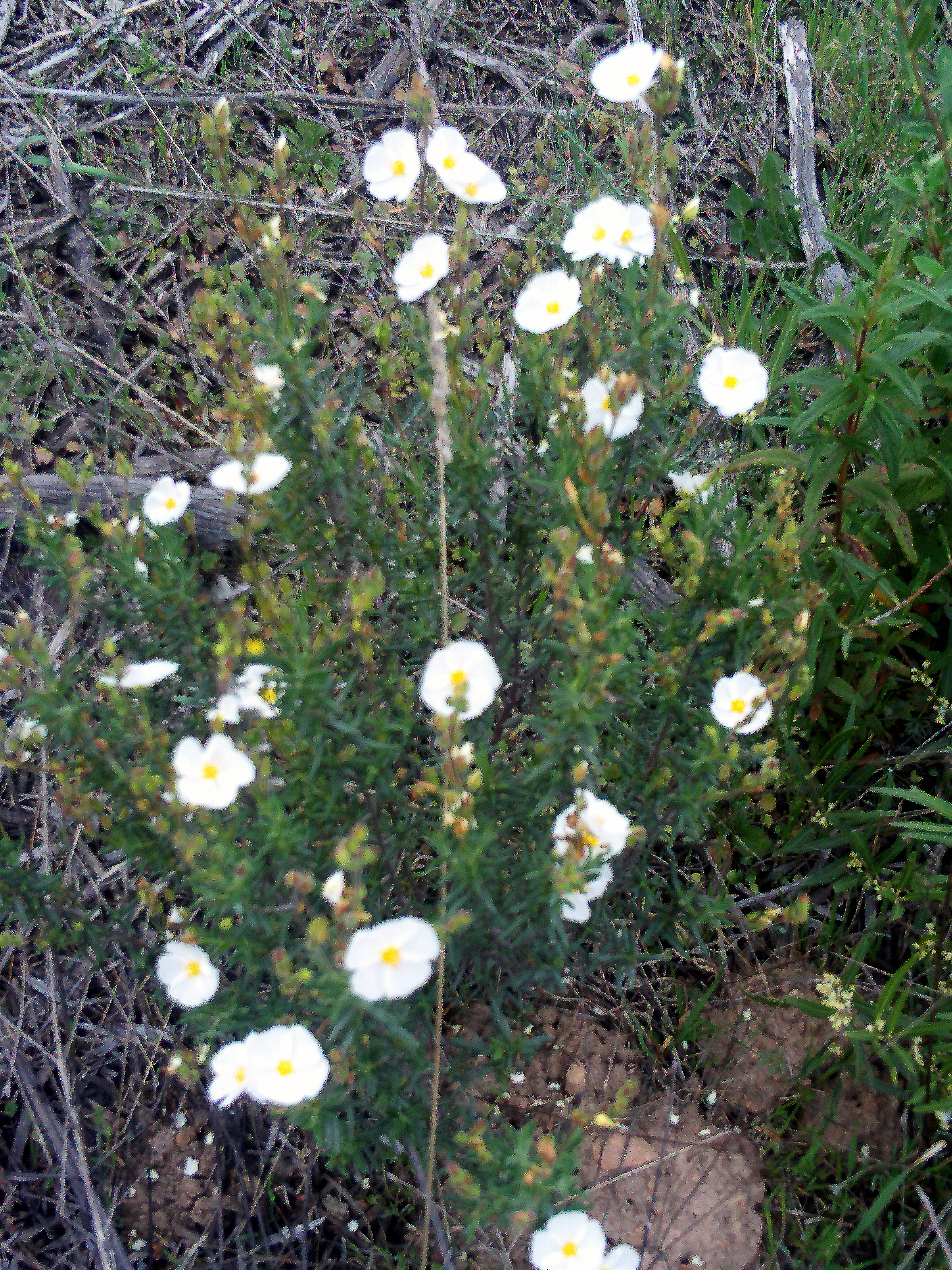
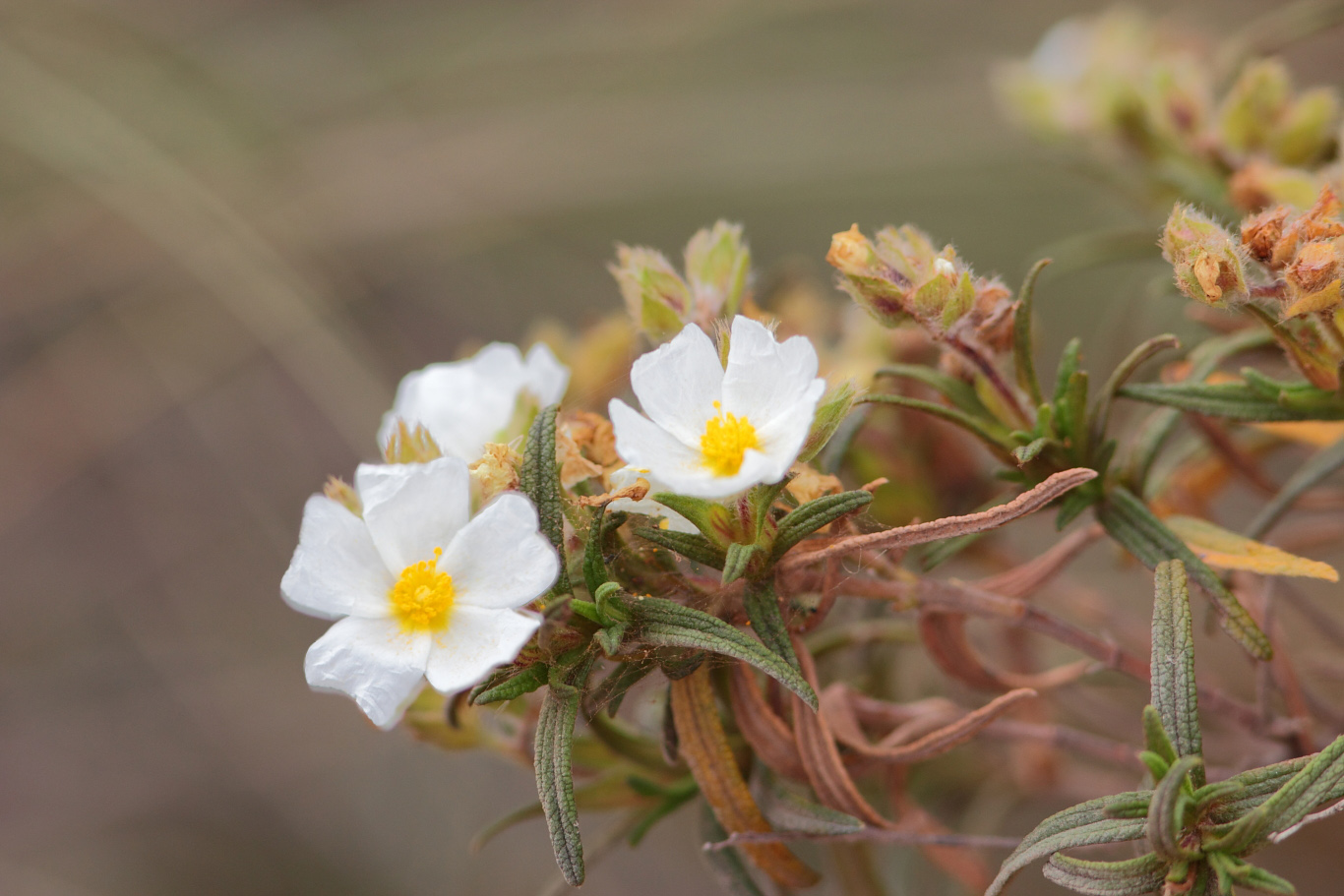
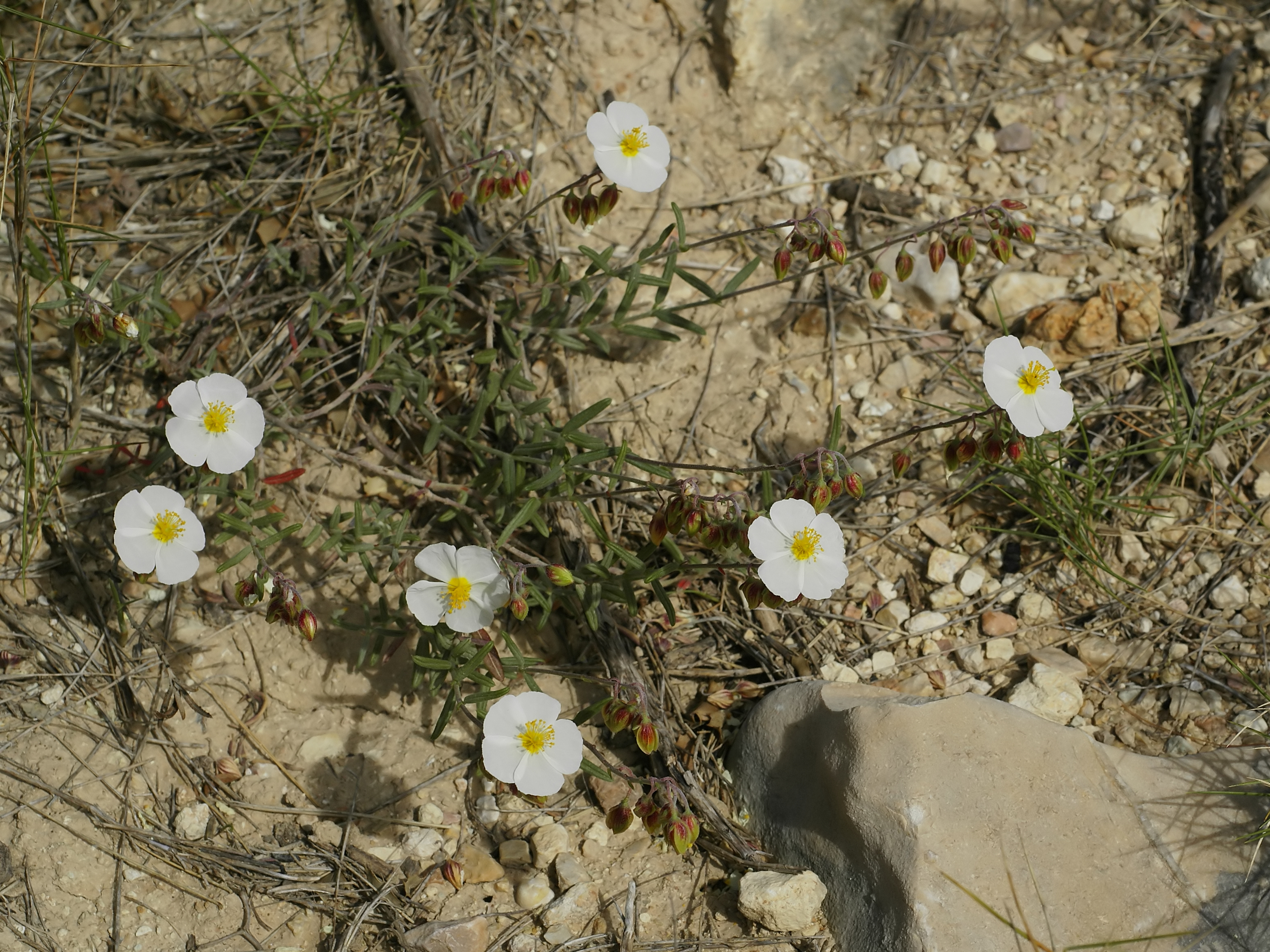
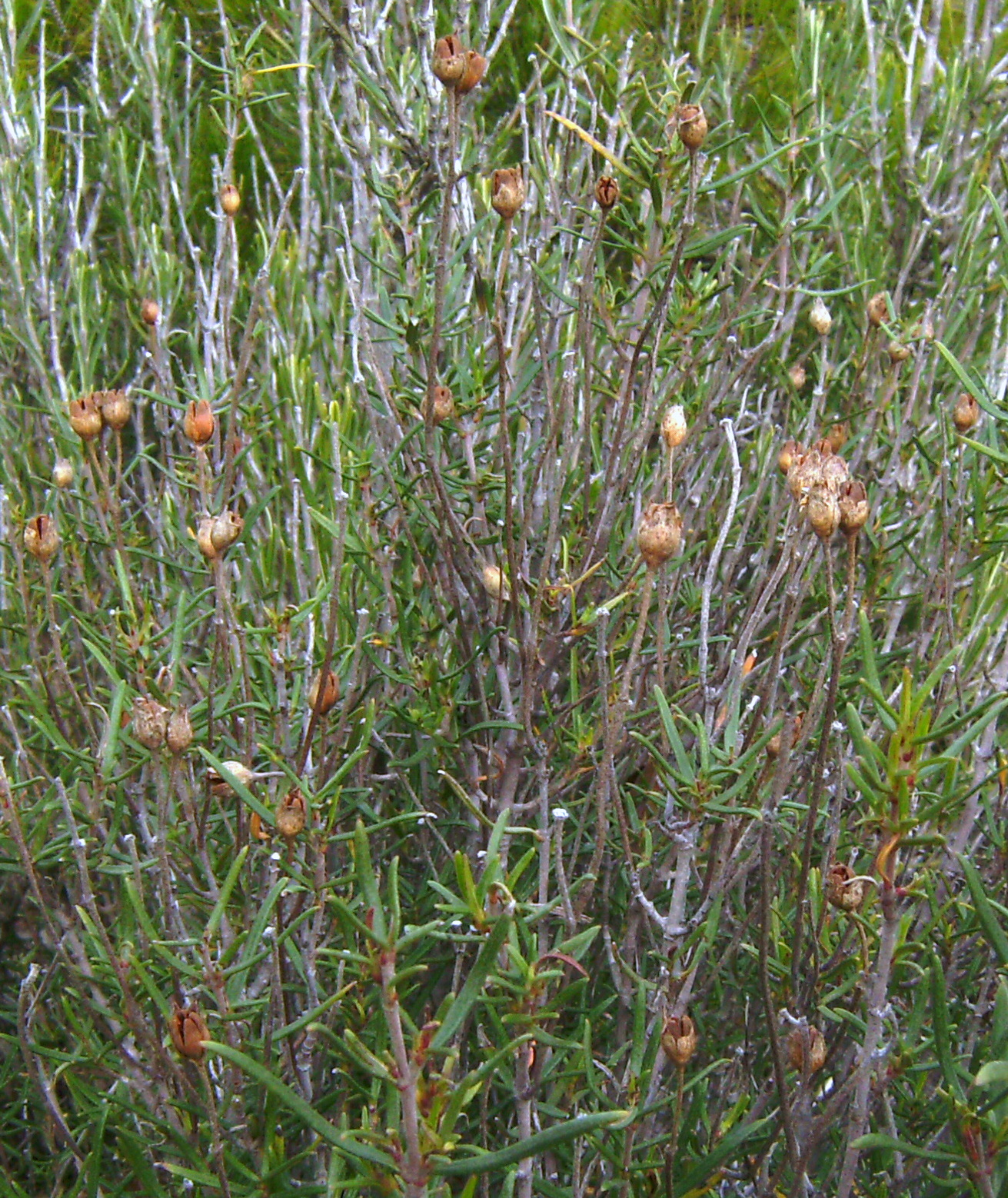